# Erhard Heiden
Erhard Heiden (23 de fevereiro de 1901 — Setembro de 1933) se integrou rapidamente ao Partido Nazista e foi o terceiro comandante da Schutzstaffel (SS).   Heiden foi um primeiros a apoiar a teoria de fortalecer a então pequena SS com relação às SA e evitar a debandada de integrantes de uma tropa para a outra. Em março de 1927 foi apontado como Reichsführer-SS.
A popularidade de Heiden ficou péssima após pessoas alegarem que partes de seu uniforme foram feitas por um alfaiate judeu. Em janeiro de 1929 foi demitido por Adolf Hitler e sucedido por Himmler como Reichsführer-SS.
Em abril de 1933 Erhard Heiden foi preso por ordens de Heinrich Himmler por membros da SS-Sicherheitsdienst (SD, Serviço de segurança). Foi morto em Munique.